# رفع اشکال

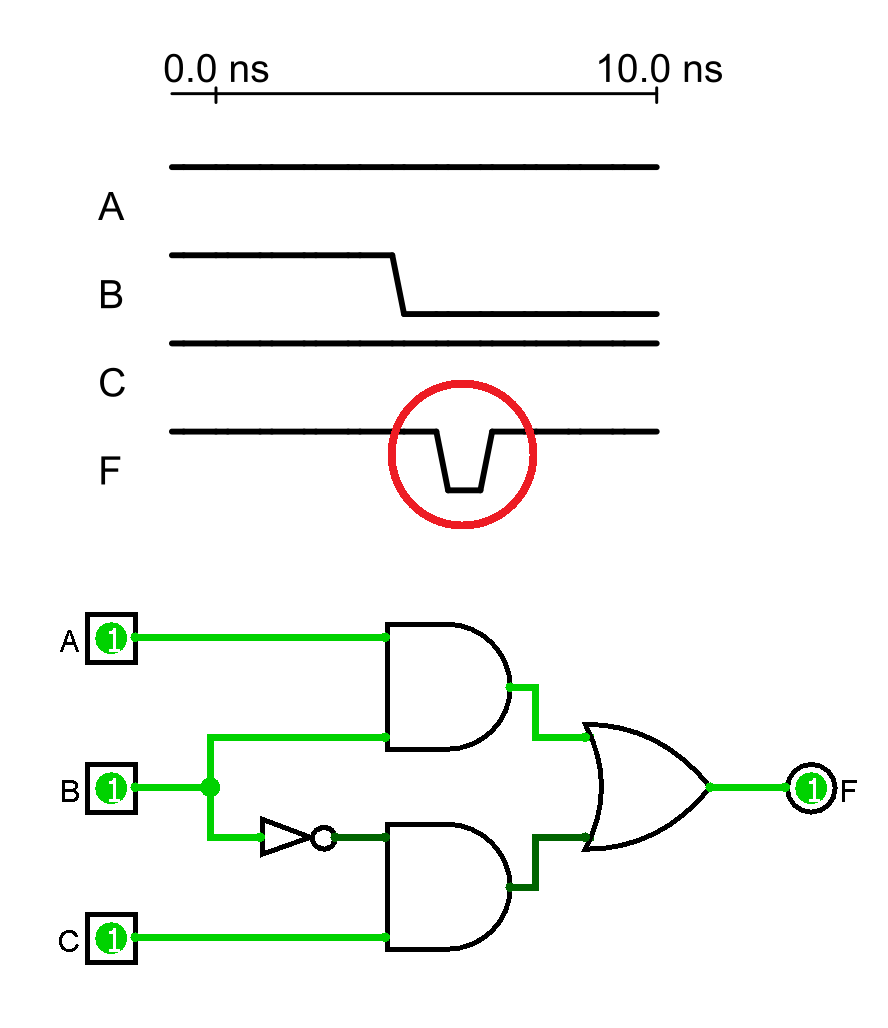
یک عیب که با دایره قرمز نشان داده شده است،اتفاق افتاده.

حذف اشکال، حذف کردن عیب فنی — انتقال سیگنال غیر ضروری بدون کارکرد — از مدارهای الکترونیکی است. اتلاف توان یک گیت به دو روش انجام می شود: اتلاف توان استاتیکی و اتلاف توان دینامیکی. توان اشکال تحت اتلاف دینامیکی در مدار قرار می گیرد و به طور مستقیم با فعالیت راه گزینی متناسب است. اتلاف توان عیب فنی، 20 تا 70 درصد اتلاف توان کل است و از این رو برای طراح با توان کم، عیب فنی باید حذف شود.
فعالیت راه گزینی به دلیل انتقال سیگنال رخ می دهد که دو نوع دارد: انتقال عملکردی و یک عیب فنی . اتلاف توان راه گزینی به طور مستقیم با فعالیت راه گزینی (α)، ظرفیت بار (C)، ولتاژ تغذیه (V) و فرکانس ساعت ( f ) متناسب است:
P = α·C·V 2 · f
فعالیت راه گزینی به معنی انتقال به سطوح مختلف است. عیوب فنی به انتقال سیگنال بستگی دارند و عیب های بیشتر منجر به اتلاف توان بیشتری می شود. طبق رابطه فوق ، اتلاف توان راه گزینی را می توان با کنترل فعالیت راه گزینی (α)، مقیاس ولتاژ و... کنترل کرد.
تکنیک های کاهش اشکال
همانطور که بحث شد، انتقال بیشتر منجر به داشتن عیوب فنی بیشتر و در نتیجه اتلاف انرژی زیادی می شود. برای به حداقل رساندن وقوع عیوب، فعالیت راه گزینی باید به حداقل حالت ممکن برسد. به عنوان مثال، کد گری می تواند در شمارنده ها به جای کد باینری استفاده شود، زیرا هر افزایش در کد خاکستری فقط یک بیت را تغییر می دهد.
انجماد دروازه
انجماد گیت با حذف عیب فنی، اتلاف انرژی را به حداقل مقدار ممکن می رساند. این بستگی به در دسترس پذیری سلول های کتابخانه استاندارد اصلاح شده مانند دروازه F است. این روش شامل تبدیل دروازه ها با عیوب زیاد به دستگاه‌های اصلاح‌شده است که هنگام اعمال سیگنال کنترل، عیوب را فیلتر می‌کنند. هنگامی که سیگنال کنترل بالا است، دروازه F به طور عادی عمل می کند، اما زمانی که سیگنال کنترل پایین است، ارتباط خروجی دروازه با زمین قطع می شود. در نتیجه، هرگز نمی توان آن را به منطق 0 تخلیه کرد و از عیوب جلوگیری می شود.
خطرها در مدارهای دیجیتالی، انتقال غیر ضروری به دلیل تاخیرهای مسیر متمایز در مدار هستند.از روش های تأخیر مسیر متوازن،می‌توان برای رفع تأخیر مسیر های متفاوت استفاده کرد. برای مساوی کردن تاخیرهای مسیر، جاسازی بافر در مسیرهای سریعتر انجام می شود. تاخیر مسیر متعادل از عیب در خروجی جلوگیری می کند.
فیلتر خطر و تاخیر مسیر متعادل
فیلتر خطر راه دیگری برای رفع عیب است. در پالایش خطر، تاخیر انتشار دروازه تنظیم می شود. این منجر به متعادل کردن تاخیر همه مسیرها، در خروجی می شود.
فیلترکردن خطر نسبت به متعادل ساختن مسیر برتری دارد. زیرا متعادل ساختن مسیر به دلیل جایگذاری بافرهای اضافی، انرژی بیشتری مصرف می کند.
اندازه گیری دروازه منطقی
روش های بزرگ‌سازی دروازه و کوچک‌سازی دروازه برای متعادل‌سازی مسیر استفاده می‌شوند. یک دروازه، با یک سلول منطقی معادل اما با اندازه های متفاوت جایگزین می شود تا تاخیر دروازه تغییر کند. بدلیل اینکه افزایش اندازه دروازه اتلاف نیرو را نیز افزایش می‌دهد، گیت‌افزایش تنها زمانی استفاده می‌شود که انرژی صرفه‌جویی شده با حذف عیب، بیشتر از اتلاف برق به دلیل افزایش اندازه باشد. اندازه دروازه بر انتقال‌های دارای عیب تأثیر می‌گذارد، اما بر انتقال اصلی تأثیر نمی‌گذارد.
ولتاژ آستانه چندگانه
تاخیر یک دروازه، خاصیت وجودی ولتاژ آستانه آن است. مسیرهای غیر بحرانی انتخاب شده و ولتاژ آستانه دروازه ها در این مسیرها افزایش یافته. این منجر به تأخیر در انتشار متعادل در طول مسیرهای مختلف همگرا در دروازه دریافتی، می شود. عملکرد حفظ می شود زیرا با زمان مورد نیاز مسیر بحرانی تعیین می شود. ولتاژ آستانه بالاتر نیز جریان نشتی یک مسیر را کاهش می دهد.
جستار های پیوسته
- فیلتر خازن
- جداسازی عملوند
- اتلاف توان سی پی یو
- مقیاسبندی ولتاژ پویا
- دروازه بندی ساعت
- رمزگذاری اتوبوس
- باتری قابل شارژ